# Semana Santa en Medina de Rioseco
Semana Santa de Medina de Rioseco es un acontecimiento religioso, cultural y turístico de la ciudad del Medina de Rioseco, situada en la provincia de Valladolid (España). En 1985 fue declarada por la Secretaría General de Turismo, dependiente del Ministerio de Industria, Turismo y Comercio, como Fiesta de Interés Turístico Nacional y en 2009 fue elevada a la categoría de Fiesta de Interés Turístico Internacional. Cuenta además con el título de Blasón de Turismo, concedido por la Junta de Castilla y León.

## Historia

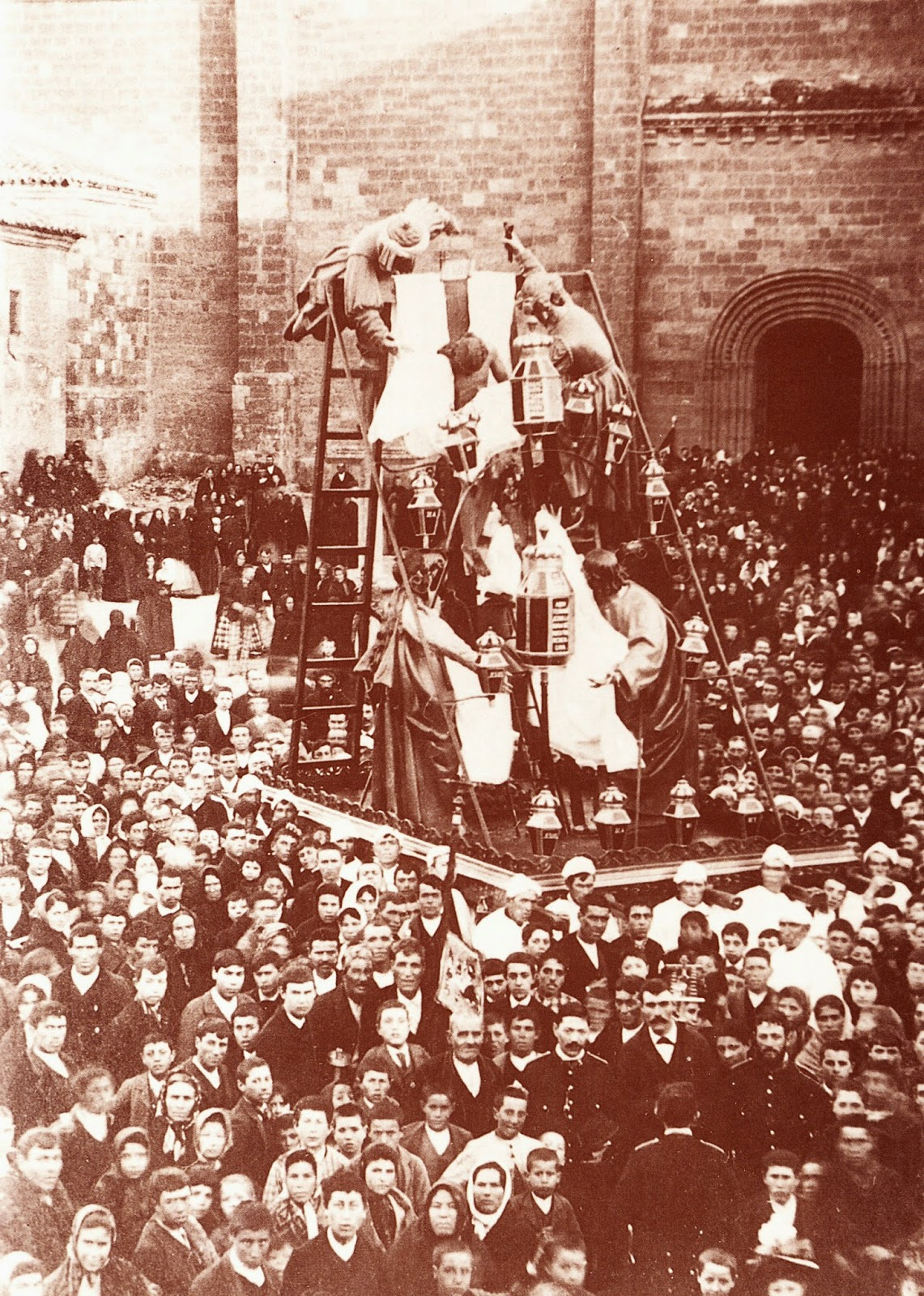
El Descendimiento (Procesión de la Soledad, 1902)

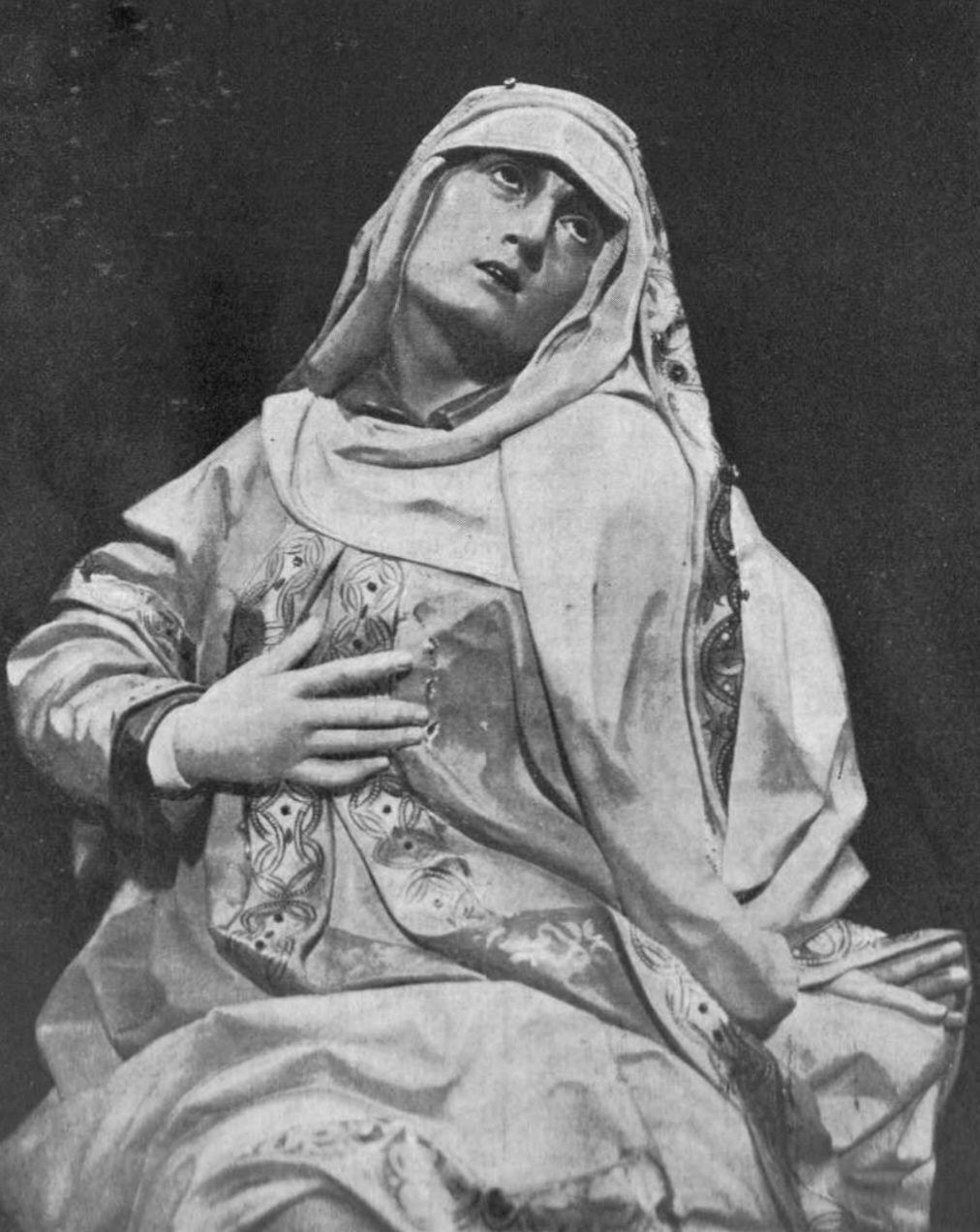
Fotografía de la Virgen Dolorosa de Medina de Rioseco, año 1939

Sus actos y procesiones revisten una gran solemnidad, siguiendo una tradición ininterrumpida desde los inicios del siglo XVI. Las primeras cofradías fueron fundadas por los gremios de artesanos en ese momento histórico, el de mayor esplendor de la ciudad, como asociaciones de ayuda mutua para trabajadores y de ayuda a necesitados, enfermos, presos, ajusticiados, etc. Cinco eran entonces estas cofradías: Santa Vera Cruz, La Pasión, Quinta Angustia y Soledad de Nuestra Señora, La Piedad (que procesionaba en septiembre, no en Semana Santa) y La Resurrección, que contaba con las mismas indulgencias que su homónima con sede en la iglesia romana de San Juan de Letrán.
Sus ordenanzas obligaban a los cofrades a hacer una procesión solemne y a llevar en ella túnica e insignias de la cofradía, a portar los pasos y a los cofrades de luz a ir con hachas alumbrando. Estas tres cofradías fundaron capillas y hospitales, los restos de estos últimos aún se pueden contemplar en la Calle Doctrina (hospital de la Vera Cruz, hoy Teatro Principal) y en la Calle El Pescado, esquina con Corro de Santa María y calle Royo Angosto (hospital de la Quinta Angustia). Incluso una de ellas la de la Vera Cruz, llegó a construir un corral de comedias, que en 1865 fue cubierto y transformado en teatro cerrado, al estilo italiano.
Con las desamortizaciones del siglo XIX, estas primitivas cofradías, perdieron gran parte de sus bienes, que eran su sustento económico, y acabaron desgajándose en las dieciséis que existen en la actualidad.
Tras unos breves años de decadencia, hoy esta celebración cuenta con más aceptación que nunca. Sus más de 3.000 hermanos o cofrades se reparten en dieciséis cofradías o gremios, que reciben el nombre del paso que portan y lucen túnicas de colores morado, negro o blanco, dependiendo de la cofradía histórica en la que tenga su origen su cofradía actual. Sus procesiones principales se celebran el Jueves Santo, el Viernes Santo y el Domingo de Resurrección. Son la Procesión del Mandato y la Procesión de la Soledad y la Procesión del Encuentro.

## Cofradías participantes y pasos procesionales

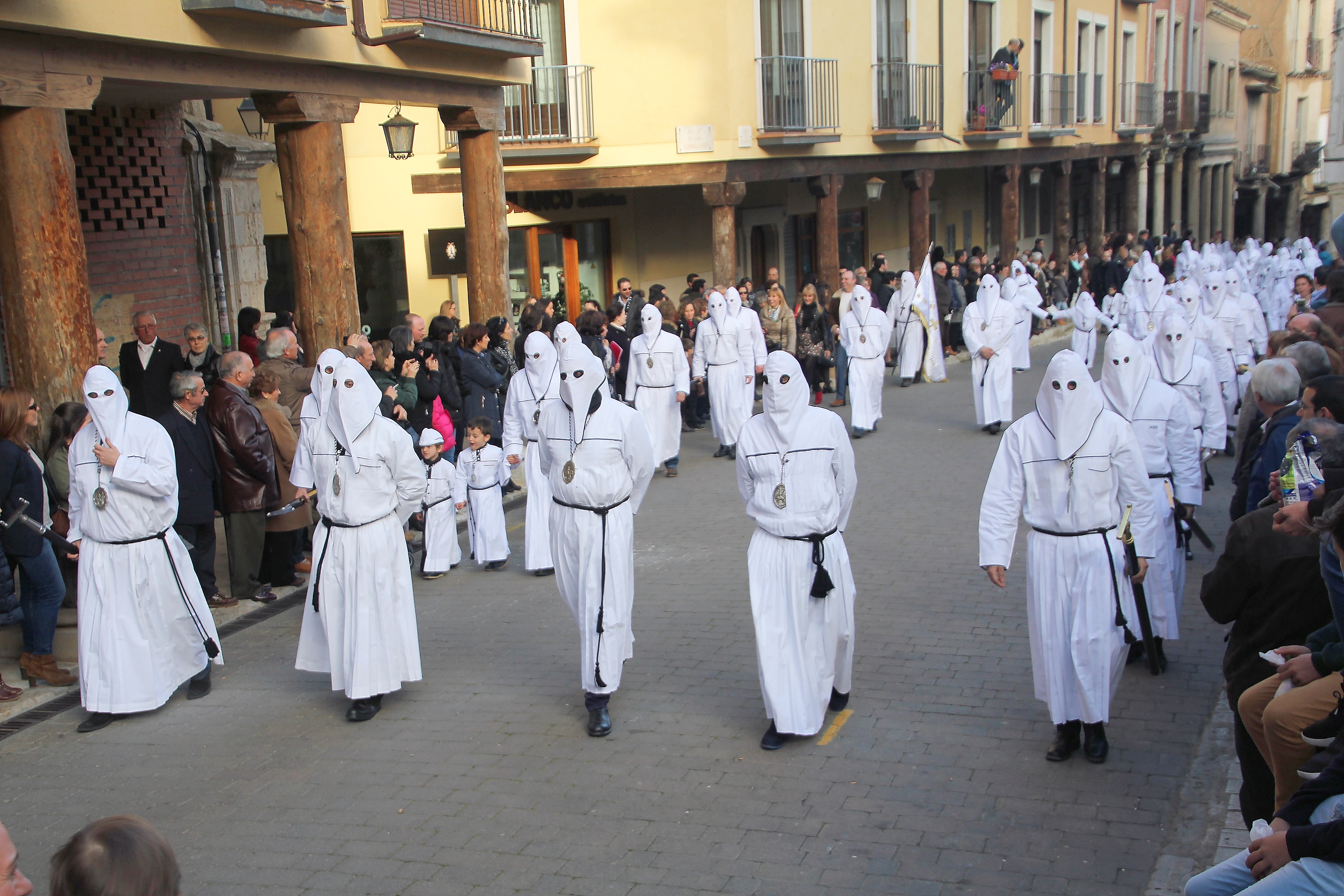
Desfile de Gremios por la calle Mayor, año 2016

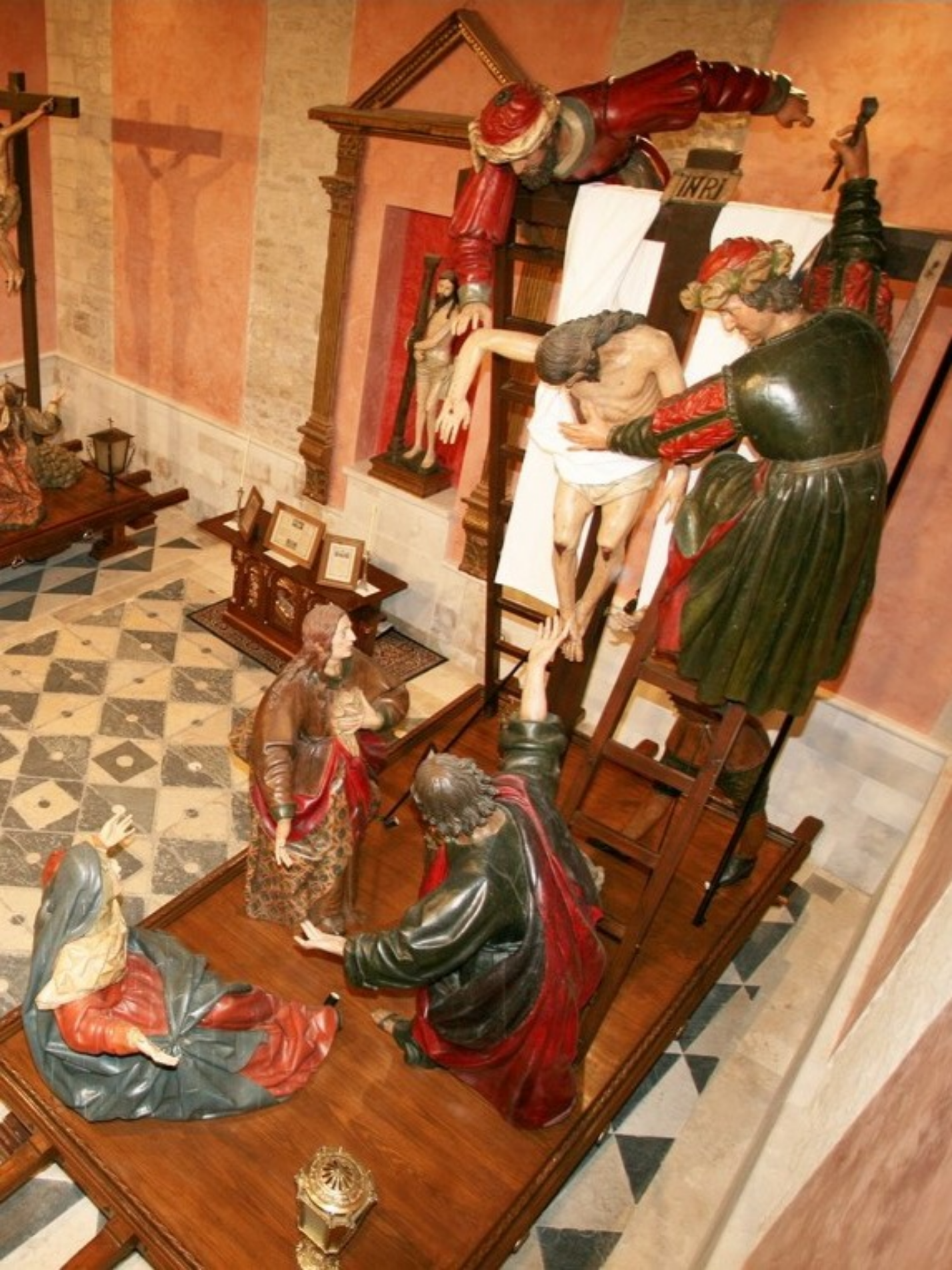
El Descendimiento, por Francisco Díez de Tudanca, hecho en 1663

- 'La entrada triunfal del Señor en Jerusalén (conocida popularmente como La Borriquilla), este paso es el único portado a ruedas y no pertenece a ninguna cofradía. Fue realizado en la famosa santería de Olot a mediados del siglo XX. Desfila el Domingo de Ramos.

- 'La Oración del Huerto. Un paso: La Oración en el Huerto (conocido popularmente como Paso de La Rosa), imagen del ángel del escultor Manuel Borje,(siglo XVII), siguiendo el modelo del paso homónimo vallisoletano; imagen de Jesús, autor desconocido (estrenada en 1912), sustituyó a otra anterior de vestir, aunque conserva partes de la antigua. Los hermanos visten túnica de terciopelo morado. Desfila el Jueves Santo.

- 'La Flagelación. Un paso: La Flagelación (conocido popularmente como Los Azotes), imagen de Jesús, de escultor desconocido (siglo XVIII), columna de la misma época con capitel y basa de plata; imágenes de dos soldados (Mariano Nieto, siglo XX, sustituyen a otros anteriores de principios del siglo XIX). Andas artísticas, con motivos neoplaterescos, realizadas a principios del siglo XX por un artesano local. Los hermanos visten túnica de terciopelo morado. Desfila el Jueves Santo.

- 'Jesús Atado a la Columna. Un paso: Jesús Atado a la Columna (conocido popularmente como Eccehomico o Ceomico), atribuido a Gregorio Fernández, siglo XVII. Los hermanos visten túnica de paño castellano negro. Desfila el Jueves Santo.

- 'Ecce Homo. Un paso: Ecce Homo (conocido popularmente como Pilatos), posee una imagen de Jesús de vestir, de finales del siglo XVI, que luce túnica de terciopelo morado con artísticos bordados en hilo de oro, además de varias camisas con puntillas de encaje, todas ellas de autor anónimo y fines del siglo XIX. La imagen de Pilatos (Claudio Tordera, siglo XIX), donada por un hermano de la cofradía. Los hermanos visten túnica de paño castellano negro. Desfila el Jueves Santo.

- 'Jesús Nazareno de Santiago y Santa Verónica. Dos pasos: Jesús Nazareno de Santiago (conocido popularmente como Cagarratones), imagen de Jesús de principios del siglo XVII, con cruz de cantoneras de plata, dos imágenes de sayones de principios del siglo XX, obra del artista [Claudio Tordera] (uno de ellos conocido popularmente como El Barrena);y La Santa Verónica, del escultor leonés José Ajenjo Vega, siglo XXI. Los hermanos visten túnica de terciopelo morado. Desfila el Jueves Santo. Poseen banda propia de tambores y trompetas.

- 'Jesús Nazareno de Santa Cruz.Un paso: Jesús Nazareno de Santa Cruz, imagen de Jesús y de Simón de Cirene, obra de Juan de Muniategui, siglo XVII. La imagen de Cristo porta un artístico manto de terciopelo morado bordado en oro, por las Hijas de la Caridad, a finales del siglo XIX. Los hermanos visten túnica de paño negro castellano. Desfila el Jueves Santo.

- 'La Desnudez. Un paso: La Desnudez (conocido popularmente como El Redopelo), conjunto compuesto por Jesús y tres soldados, realizado a principios del siglo XX por el escultor valenciano Vicente Tena, sustituyó a otro anterior del siglo XVI. Los hermanos visten túnica de paño castellano negro. Desfila el Jueves Santo.

- 'Santo Cristo de la Pasión. Un paso: Santo Cristo de la Pasión (conocido popularmente como El Cristo de los Faroles), imagen de Jesús realizada en el siglo XVII por Juan de Muniategui. Artísticas andas realizadas a finales del siglo XIX por un artesano local, a base de motivos renacentistas. Los hermanos visten túnicas de terciopelo negro. Desfila el Jueves Santo.

- 'La Dolorosa. Un paso: La Virgen Dolorosa, atribuida al escultor santanderino afincado en Medina de Rioseco, Tomás de Sierra, siglo XVII, repitiendo el modelo creado por Juan de Juni para la cofradía de Las Angustias de Valladolid, aunque consiguiendo una versión de mayor dulzura y delicadeza. Los hermanos visten túnicas de terciopelo morado. Desfila el Jueves Santo.

- 'La Crucifixión. Un paso: La Lanzada (conocido popularmente como El Longinos), realizado por Tomás de Sierra y otros escultores de su taller, como Andrés de Oliveros, en el siglo XVII, de entre las nueve imágenes, destacan por su belleza, la de la Virgen María, la Magdalena y el Sayón de la Lanza, (conocido popularmente como El Chatarrilla). Es uno de los llamados Pasos Grandes, pesa en torno a 1.400 kilos. Los hermanos visten túnicas de algodón blanco. Desfila el Viernes Santo.

- 'Santo Cristo de la Paz y Afligidos. Dos pasos: Santo Cristo de los Afligidos, imagen de Jesús autor desconocido del siglo XVI e imágenes de San Juan y la Virgen María, realizadas en la santería de Olot en pasta de madera, finales del siglo XIX; y Santo Cristo de la Paz (conocido popularmente por Rambo, a causa de sus enormes dimensiones), del escultor riosecano Antonio Martínez, siglo XVII. Los hermanos visten túnica de algodón blanco. Desfila el Viernes Santo. La cofradía posee banda propia de tambores y trompetas.

- 'El Descendimiento. Un paso: "El Descendimiento de la Cruz" (conocido popularmente como La Escalera), compuesto por seis figuras realizadas en el siglo XVII por el escultor Francisco Díez de Tudanca y una más, la de la Virgen (conocida popularmente como La Malquerida) añadida en el siglo XX y realizada por Mariano Nieto. Reproduce el diseño del paso homónimo de la cofradía de la Vera Cruz de Valladolid. Es uno de los llamados Pasos Grandes y su dificultad de manejo estriba en la considerable altura del conjunto. Posee la leyenda de que la mujer que toca desde un balcón, durante la procesión, el pie de la imagen de Nicodemo, se casa al año siguiente. Los hermanos visten túnica de algodón blanco. Desfila el Viernes Santo.

- 'La Piedad. Un paso: La Piedad, imagen de finales del gótico, realizada por un escultor anónimo a finales del siglo XV. Porta un artístico manto de terciopelo negro bordado en hilo de oro y donado por una riosecana a finales del siglo XX. Sustituyó a otra de Rodrigo de León, que sigue siendo imagen de culto dentro de la cofradía y se guarda en el Convento de Santa Clara. Los cofrades visten túnica de algodón blanco. Desfila el Viernes Santo.

- 'Santo Sepulcro. Un paso: Cristo Yacente, atribuida al escultor riosecano Mateo Enríquez, principios del siglo XVII. Hasta mediados del siglo XX desfilaba con una imagen de vestir de la Virgen María y otra de talla completa de un ángel, ambas desaparecidas, la imagen de Cristo lo hacía dentro de una urna de cristal. Los hermanos visten túnica de algodón blanco. Desfila el Viernes Santo.

- 'La Soledad. Un paso: La Soledad, imagen decimonónica realizada por el escultor sevillano Dionisio Pastor, sustituyó a otra más antigua de vestir, (conocida popularmente por La Bienvestida, debido a la rica colección de joyas, mantos y vestidos bordados en hilo de plata y oro). Los hermanos visten túnica de algodón blanco. Desfila el Viernes Santo.

- 'La Resurrección. Dos pasos: Cristo Resucitado, imagen de autor desconocido y del siglo XVII (conocido popularmente por El Bailarín o El Pequeñín, debido a sus escasas dimensiones); y la Virgen de la Alegría, imagen de autor desconocido, realizada en el siglo XVII copiando los modelos de Gregorio Fernández, (en realidad se trata de una imagen de la Inmaculada, representando a una joven soltera de largos cabellos y policromada con los colores alegóricos del blanco y el azul celeste). Los hermanos visten capas de color blanco. Desfila el Domingo de Resurrección.

Existe otra imagen que por su importancia debe incluirse en este apartado. Se trata de la Virgen de la Cruz, imagen de vestir, realizada en el siglo XVI y que posee una interesante colección de vestidos y rostrillos. No pertenece a ninguna cofradía, pero juega un papel importante durante la Semana Santa. Esta imagen se coloca en el balcón de su antigua ermita, la habitación situada sobre el Arco de Ajújar, y ante ella realizan todos los pasos una reverencia conocida como La Rodillada. Se guarda durante el resto del año en el Convento de Santa Clara.
Todas las cofradías y hermandades se agrupan en una asociación llamada Junta Local de Semana Santa, que gestiona los asuntos comunes a todas ellas.

## Actividades

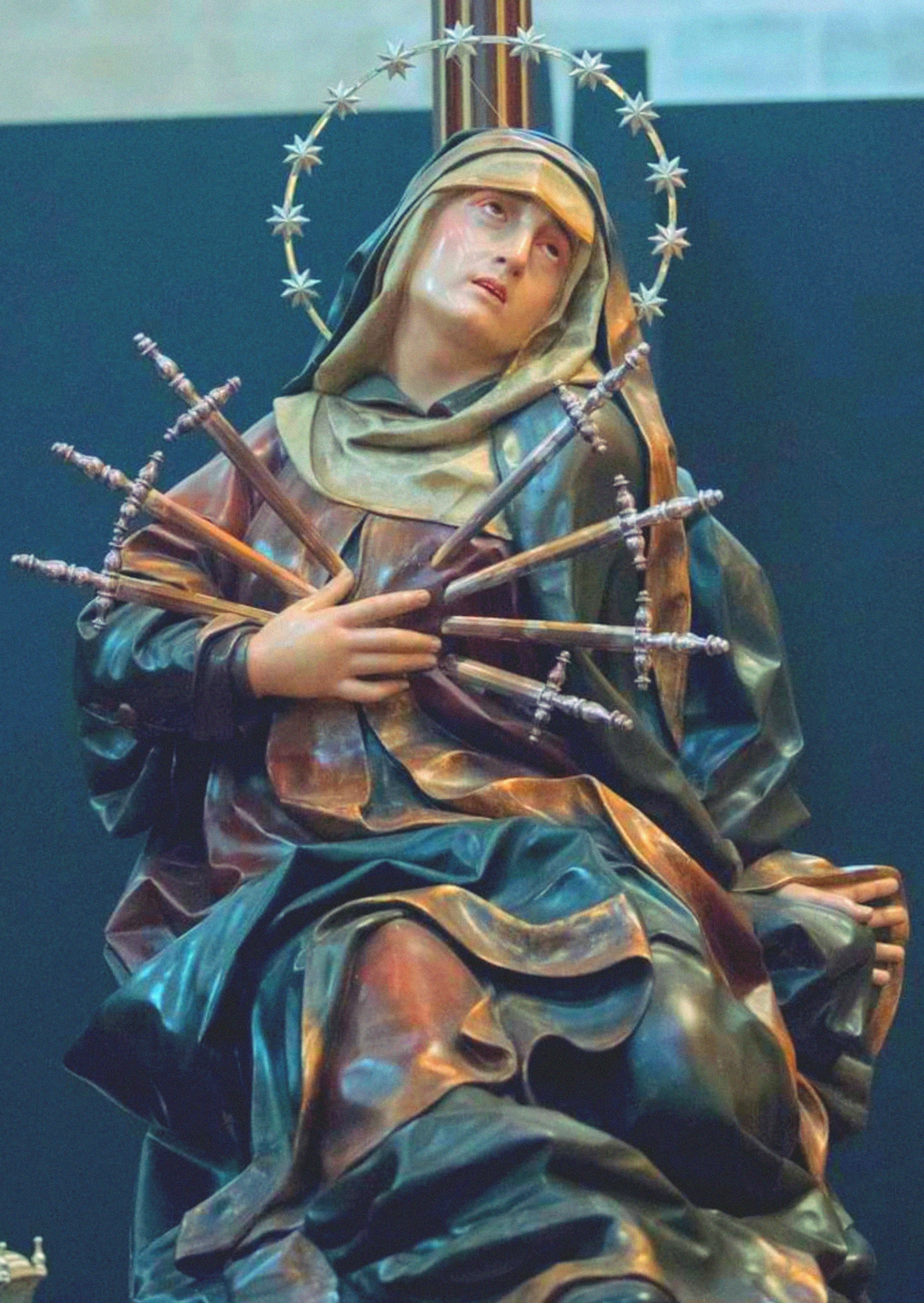
Virgen de los Dolores que se venera en Medina de Rioseco, imagen de 2019

Los actos previos a las afamadas procesiones dan comienzo 15 días antes con las Juntas, o reuniones en las que se establecen las listas de hermanos que portarán los pasos (que deberán tener una edad comprendida entre los 16 y los 55 años, condición que varía de unas cofradías a otras), así como otros asuntos referentes a la economía de la asociación, reglamentos, etc.
También en dicha Junta se designa a la persona que ocupará el cargo honorífico de Mayordomo. El puesto se ocupa por orden de lista y es considerado un alto honor, puesto que debido al alto número de cofrades que poseen algunas cofradías, muchos hermanos sólo pueden ocuparlo una vez en la vida y algunos ninguna. Esta persona tendrá la misión de "servir el paso", es decir, pagar el "Refresco", convite que comprende dulces y bebidas al que se invita a los hermanos de la cofradía horas antes de la procesión y en algunas hermandades pagar parte de la cena, posterior a la procesión. También es el designado para limpiar las imágenes del paso correspondiente a su cofradía y portar la "Vara", uno de los emblemas que poseen las cofradías, en todos los actos y en representación de su hermandad. Al año siguiente, estos "Mayordomos", serán los encargados de llevar el "Banderín", otro de los emblemas.
El cobro de cuotas, misas, reuniones y demás avisos, son transmitidos a los hermanos durante el año a través de otro personaje importante en las cofradías, el "Muñidor", que es también el encargado de los enseres y bienes.
Sábado de Pasión (víspera del Domingo de Ramos). A primeras horas de la tarde al toque del Pardal y redoble de Tapetanes (los dos instrumentos musicales, típicos y genuinos de la Semana Santa riosecana), se anuncia por calles y plazas a la población el tradicional Pregón de la Semana Santa, que tendrá lugar horas más tarde.
Los tapetanes y el Pardal son elementos singulares, que posee un lenguaje propio, evocador de las tradiciones. Mientras que los Tapetanes ponen la nota grave a las procesiones con el monótono golpear de los palillos sobre unos tambores de parche destemplado, el Pardal hace sonar una corneta con toques sueltos y agudos. La persona que toca este último instrumento, también se denomina Pardal y su cargo es herencia dentro de una misma familia.
A este acto también acuden los ""Mayordomos"" de las dieciséis cofradías, portando las ""Varas"", que recibirán al pregonero en la sede de la Junta de Semana Santa y lo escoltarán hasta el lugar donde se desarrollará el acto del Pregón.
Domingo de Ramos. A primera hora de la mañana todos los miembros de las cofradías acuden a una misa particular, junto a sus insignias, Varas y Banderines. El Pardal espera para dar su toque al finalizar la misma, anunciando el momento en que se pasa la lista para regular la asistencia de hermanos. En algunas cofradías es el momento de felicitar al nuevo Mayordomo y de establecer el lugar de celebración del Refresco. En otras la directiva realiza un tradicional y abundante desayuno.
A mediodía, parte de la Iglesia de Santiago, la Procesión de Las Palmas, con el paso "La Entrada Triunfal en Jerusalén", conocido popularmente como "La Borriquilla". Esta imagen, de pasta de madera, fue adquirida a mediados del siglo XX, gracias a los donativos de los niños de las catequesis de aquellos años.
Martes Santo. A las 10 de la noche empieza la procesión del paso El Cristo de la Clemencia, esta procesión empezó a realizarse en el año 2009 aunque ya antiguamente existía esta procesión pero a lo largo de los años se fue perdiendo esta tradición pero por suerte ya recuperada por el actual presidente de la Junta de Cofradías Andrés San José de la Fuente.
Miércoles Santo. A última hora de la tarde, se realiza un Vía Crucis, que partiendo de la Iglesia de Santa María, recorre las estrechas calles riosecanas, con la imagen del Cristo del Amparo, acompañado por numerosos fieles y representantes de las distintas cofradías.
Jueves Santo. Ya desde por la mañana comienzan las tradicionales visitas a los pasos, se dan los últimos toques a las imágenes, adornos florales y los bares de la ciudad se llenan de cofrades, visitantes y riosecanos venidos de todos los puntos del mundo, para compartir un aperitivo, aderezado por conversaciones en torno a procesiones pasadas, anécdotas de antaño y previsiones para el año en curso.
En torno a las 3, 3 y media de la tarde, se realizan los tradicionales Refrescos, en distintos restaurantes de la ciudad, a los que acuden Mayordomos, Mayordomos cesantes, tapetanes, bandas de tambores correspondientes y demás cofrades que portarán el paso vistiendo ya las túnicas correspondientes, acompañados del resto de cofrades, familiares y simpatizantes de las cofradías.
Sobre las 4 de la tarde, comienza la Recogida de Gremios, momento en el que el Pardal acompañado por la banda de tambores de la Junta de Semana Santa, recorre las sedes de esos Refrescos, para dirigirlos hasta la sede de la Junta de Semana Santa, donde estarán esperando la Directiva, portando la Vara Mayor, y el resto de bandas de música.
En esos momentos da comienzo el Desfile de Gremios, acto de gran emotividad para los riosecanos, que ha cobrado un gran auge en los últimos años. Consistente en un desfile de cofrades portadores, directivas, mayordomos, bandas de música y Junta de Semana Santa, ordenados por orden de salida, que al son de marchas militares y pasacalles, marchan hasta el Ayuntamiento. Al llegar al consistorio, hacen su entrada al son del Himno Nacional y son recibidos por las autoridades civiles y militares del municipio, a los que se les invita a participar en el Desfile de Gremios y a presidir la procesión posterior. Tras unos breves discursos de agradecimiento, este vistoso desfile vuelve a ponerse en marcha, esta vez en dirección a la iglesia de la que partirá posteriormente la procesión, para asistir sus participantes a los Santos Oficios.
Finalizados éstos, tiene lugar el Traslado del Santísimo, acompañado de Varas y Banderines, hasta la iglesia de Santa María. Y tras ésta procesión un nuevo agasajo gastronómico conocido popularmente como Las Aceitunas, merienda más consistente, celebrada en las viviendas particulares de un hermano de la cofradía, a la que asisten el resto de los cofrades. Es el momento también en el que el público comienza a tomar sitio en el Atrio de Santiago para asistir a la salida de los pasos.
En torno a las 8 de la tarde, comienza la Procesión del Mandato. En ella toman parte diez conjuntos procesionales: La Oración del Huerto, La Flagelación, Jesús atado a la columna, Ecce Homo, Jesús Nazareno de Santiago, La Santa Verónica, Jesús Nazareno de Santa Cruz, La Desnudez, Santo Cristo de la Pasión y La Dolorosa. Las correspondientes cofradías los acompañan ataviadas por túnicas y capirotes romos, de paño y terciopelo, de colores negro y morado. Bajo los pasos desfilan los Tapetanes, tambores tocados por niños de escasa estatura, que con su toque anuncian el paso de las imágenes. Abriendo la procesión y anunciando el desfile va El Pardal, que también tocará a la salida de cada paso.
Al finalizar la procesión, en torno a la media noche y hasta altas horas de la madrugada, cada cofradía realiza la tradicional Cena, momento de confraternización con el resto de los hermanos y con otras cofradías, así como de hacer resumen de lo acontecido en el día.
Viernes Santo. Ya desde media mañana bares, restaurantes, cafeterías, reposterías, panaderías y pastelerías, se llenan de turistas y riosecanos que tras visitar los pasos expuestos, museos y monumentos, comparten un aperitivo o realizan las compras de los productos tradicionales de la ciudad.
En torno a las 3, 3 y media de la tarde, da comienzo el mismo número de actos que el día anterior, Refresco, Recogida de Gremios, Desfile de Gremios, Santos Oficios, Las Aceitunas, etc, con la vistosidad añadida del color blanco de las túnicas que lucen todas las cofradías este día y los aplausos de ánimo y vítores que reciben los hermanos que portarán los pasos, durante los desfiles.
En torno a las 8 de la tarde, el centro de atención se localiza en el Corro de Santa María, lugar desde donde partirá la Procesión de la Soledad. El público suele ocupar su lugar incluso desde una o dos horas antes, para tener el mejor puesto desde el que contemplar la Salida de los Pasos Grandes, nombre con el que se conocen los pasos de La Crucifixión y El Descendimiento, a los que los riosecanos apodan El Longinos y La Escalera. La dificultad que supone la salida de estos dos grandes conjuntos escultóricos por la estrechez de la puerta del antiguo salón de pasos de la Quinta Angustia, bajo los sonidos de La Lágrima la Marcha Fúnebre para el General O'Donnell composición considerada como el Himno Oficial de la Semana Santa riosecana, junto con su entrada bajo las mismas condiciones, es el momento cumbre de las procesiones riosecanas.
La procesión se completa con otros pasos, Santo Cristo de los Afligidos, Santo Cristo de la Paz, La Piedad, Santo Sepulcro y La Soledad.
Al finalizar la misma las cofradías de este día también celebran las tradicionales "Cenas", consistentes esta vez en alubias estofadas, acompañadas de bacalao y lechazo asado.
Domingo de Resurrección.
En torno a las 11 de la mañana se inicia el Desfile de Gremios, como en días anteriores. Una vez situados cofrades, directiva de la Junta de Semana Santa, autoridades y bandas de música en la Iglesia de Santa María, parte de este mismo templo la Procesión del Encuentro. En ella participan dos pasos Jesus Resucitado y la Virgen de la Alegría. Uno y otro realizan recorridos distintos, realizándose el Encuentro en el Atrio de Santa Cruz, momento en que la imagen de la Virgen se desprende del mató y el velo de luto. En la procesión participan los hermanos de la cofradía vistiendo capas y mantillas de color blanco, junto a las Varas y Banderines de las 15 hermandades restantes.
Finalizado el Encuentro la Procesión se dirige hacia el templo de Santa María, para escuchar la Misa.

## Momentos claves
Las citas obligadas para ambos días son los Desfiles de Gremios, las salidas y entradas de los pasos en sus templos. El recorrido por las estrechas calles, salvando con dificultad balcones y fachadas, especialmente en la Calle Mayor, donde el público se agolpa bajo los soportales. El Baile de los pasos, en La Rúa (Calle Mayor), a los acordes de alguna marcha procesional. Y la Rodillada, reverencia que realizan los pasos ante la Virgen de la Cruz, al pasar junto al Arco de Ajújar y que más tarde vuelve a repetirse al finalizar la procesión, con la entrada en el templo de la Virgen Dolorosa (el Jueves) y a la Soledad (el Viernes), al finalizar el canto de la Salve.

## Peculiaridades

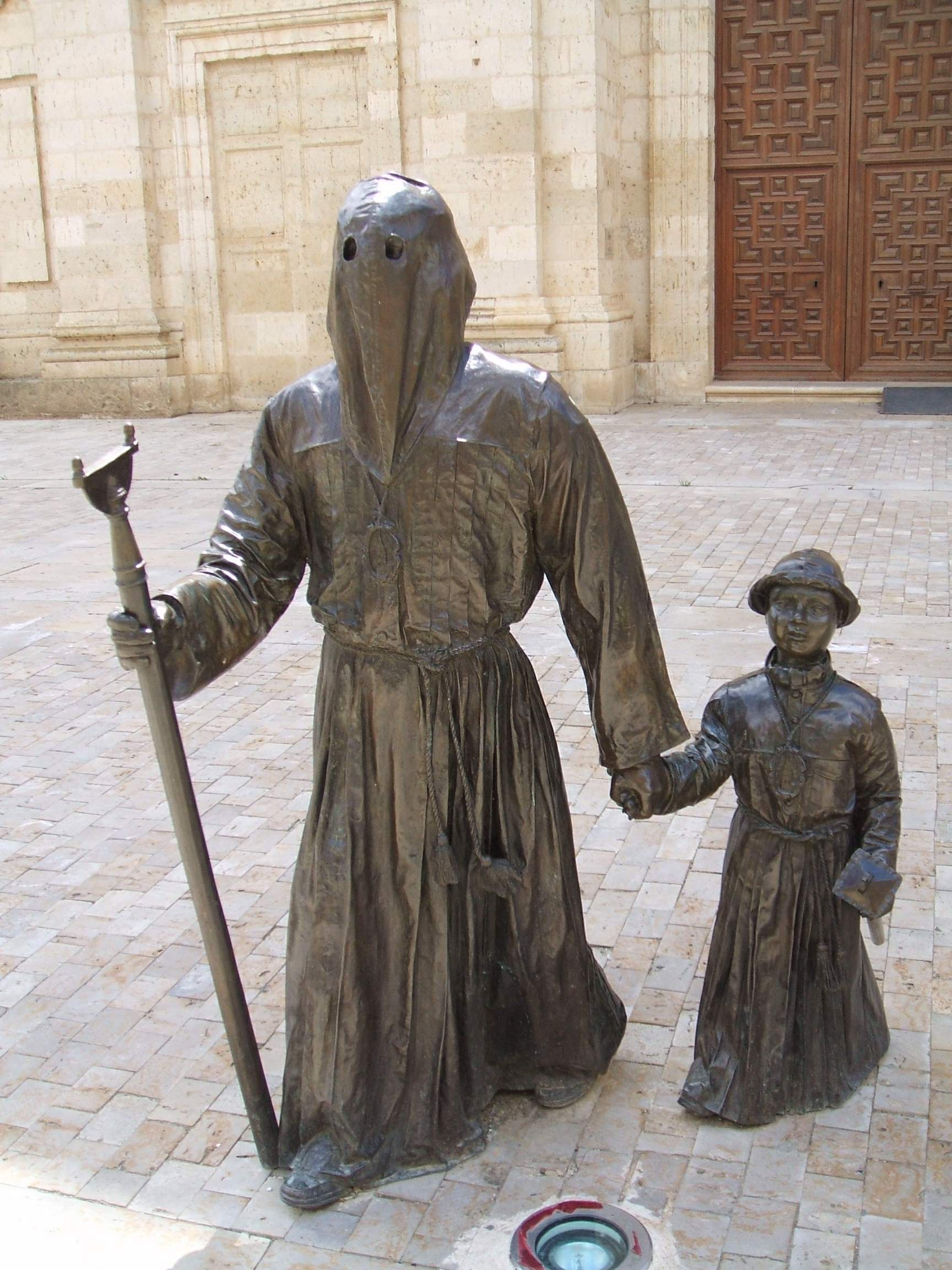
Escultura sobre la Semana Santa frente a la iglesia de Santa Cruz

La Semana Santa de Medina de Rioseco es una festividad de gran arraigo entre la población de la ciudad. Dos de cada tres habitantes pertenece a una cofradía y participa en sus actos, como hermano de luz, vestido con túnica, mantilla o como hermano de devoción, vestido de calle. Las actividades van más allá de los días propios de Pasión, extendiéndose a todo el año, con misas por los difuntos de cada hermandad, acompañamiento en entierros por parte de los cofrades que portan medallas y faroles, entierro de hermanos vestidos con el hábito y la medalla, traslados de imágenes al Museo de Semana Santa, reuniones, ensayos de bandas, proyecciones, adornos de las viviendas con fotografías de los pasos y sus imágenes sagradas, etc.
Portar los pasos a hombros, a pesar del esfuerzo que supone debido al peso de imágenes y andas y a la escasa protección que ofrece la tela de la túnica, entre la piel y la madera desnuda, supone para los cofrades un alto honor. Los porteadores se eligen cada año por orden de lista y tienen que cumplir la condición de tener entre 18 y 55 años. Los puestos bajo los pasos proseen nombres propios (cadena, encerrado, palote, eje, bispalote) y son repartidos de acuerdo con las diferentes alturas de los porteadores. La técnica no se ensaya, sino que es improvisada. El perfecto conocimiento de la misma, viene aportado por la existencia entre los niños de jugar a los pasos o a las procesiones, afición consistente en la construcción de pasos a pequeña escala, que los niños procesionan por las calles, durante las fechas cercanas a la Semana Santa.
Ha dado lugar a un vocabulario y un léxico propio, incluso a la adaptación de las normas urbanísticas para mejor desarrollo de las procesiones. La pertenencia a una cofradía u otra está íntimamente unida a la herencia familiar, puesto que son los padres los que dan de alta a sus hijos en las hermandades nada más nacer, y estos niños comienzan a participar en los desfiles, luciendo túnica y medalla, con apenas unos meses de edad. Ha servido de inspiración a escritores de la talla de Miguel de Unamuno o pintores de reconocido prestigio como José María Castilviejo.
Es una festividad distinta al resto de las castellanas, pero alejada de la influencia andaluza de que adolecen otras Semanas Santas, donde se han mantenido ritos, vestimentas y tradiciones, durante más de 500 años. No se trata de una celebración austera, de silencio y recogimiento, sino de otra bien distinta donde el público se implica considerablemente con lo que ve y toma parte activa en la representación, aplaude, anima a los cofrades, se gritan "vivas" y se llora de emoción. La Semana Santa sirve a los riosecanos como medidor del paso del tiempo y es motivo de conversación entre los habitantes de esta ciudad durante todo el año.

## Gastronomía típica
La Semana Santa riosecana está íntimamente unida al mundo de la gastronomía. En estos días se intercalan actos religiosos con comidas, cenas, desayunos y refrescos. Todos ellos compuestos por alimentos típicos de la tierra, de gran contundencia y de elevado número de calorías, necesarias para afrontar la dureza de portar los pesados pasos a hombros durante varias horas. Estos ágapes tienen su origen en las comidas que en siglos pasados recibían como pago los trabajadores del campo, contratados por las cofradías para cargar con los pasos durante las procesiones.
Alubias, chorizo y huevos fritos, bacalao, arenques escabechados y lechazo churro asado, componen el cuerpo central de los platos consumidos. A estos se unen otros considerados como aperitivos. En los postres aparecen los dulces típicos de la localidad, a base de buena harina, huevos, azúcar, manteca de cerdo y aceite de oliva, como las pastas de almendra, los bollos de baño, los bollos de aceite, las rosquillas de palo y los pasteles de Marina. El punto final lo ponen los licores y el café. El acompañamiento imprescindible es el afamado Pan Candeal riosecano y el buen vino vallisoletano de Cigales, Rueda o la Ribera del Duero.